# Mike Tipene
Mike Tipene es un deportista neozelandés que compitió en judo. Ganó una medalla de plata en el Campeonato de Oceanía de Judo de 1966 en la categoría de +93 kg.

## Palmarés internacional
| Campeonato de Oceanía | Campeonato de Oceanía | Campeonato de Oceanía | Campeonato de Oceanía |
| Año                   | Lugar                 | Medalla               | Categoría             |
| --------------------- | --------------------- | --------------------- | --------------------- |
| 1966                  | Sídney (Australia)    | Medalla de plata      | +93 kg                |